# Горње Село (Шолта)
Горње Село је насељено место у саставу општине Шолта, на острву Шолти, Сплитско-далматинска жупанија, Република Хрватска.

## Историја
До територијалне реорганизације у Хрватској налазило се у саставу старе општине Сплит. Горње Село је настало у време турских освајања од становништва из Србије и Херцеговине. Зато и данас локални дијалекат има доста штокавског утицаја и разликује се од других говора по далматинским острвима. Локална презимена (Новаковић , Колудрович , ...) такође показују српско порекло. У бившем манастиру Свете Марије (Стоморине) се чува православна икона коју су досељеници донели са собом, а некадашњи поседи манастира и даље носе назив "Колудрови (калуђерови) Доци". Насеље Стоморска је настало као лука Горњег Села .

## Становништво
На попису становништва 2011. године, Горње Село је имало 238 становника.
| Број становника по пописима | Број становника по пописима | Број становника по пописима | Број становника по пописима | Број становника по пописима | Број становника по пописима | Број становника по пописима | Број становника по пописима | Број становника по пописима | Број становника по пописима | Број становника по пописима | Број становника по пописима | Број становника по пописима | Број становника по пописима | Број становника по пописима | Број становника по пописима |
| --------------------------- | --------------------------- | --------------------------- | --------------------------- | --------------------------- | --------------------------- | --------------------------- | --------------------------- | --------------------------- | --------------------------- | --------------------------- | --------------------------- | --------------------------- | --------------------------- | --------------------------- | --------------------------- |
| 1857                        | 1869                        | 1880                        | 1890                        | 1900                        | 1910                        | 1921                        | 1931                        | 1948                        | 1953                        | 1961                        | 1971                        | 1981                        | 1991                        | 2001                        | 2011                        |
| 356                         | 517                         | 491                         | 592                         | 715                         | 725                         | 809                         | 641                         | 629                         | 578                         | 437                         | 349                         | 252                         | 252                         | 217                         | 238                         |

Напомена: У 1948. исказано под именом Горње Село на Шолти. У 1869. садржи податке за насеље Стоморска.

### Попис1991.
На попису становништва 1991. године, насељено место Горње Село је имало 252 становника, следећег националног састава:
| Попис 1991.‍ | Попис 1991.‍ | Попис 1991.‍ | Попис 1991.‍ | Попис 1991.‍ |
| ----------- | ----------- | ----------- | ----------- | ----------- |
|             |             |             |             |             |
| Хрвати      | Хрвати      |             | 231         | 91,66%      |
| Југословени | Југословени |             | 3           | 1,19%       |
| Срби        | Срби        |             | 3           | 1,19%       |
| Немци       | Немци       |             | 1           | 0,39%       |
| Црногорци   | Црногорци   |             | 1           | 0,39%       |
| Чеси        | Чеси        |             | 1           | 0,39%       |
| остали      | остали      |             | 1           | 0,39%       |
| непознато   | непознато   |             | 11          | 4,36%       |
| укупно: 252 |             |             |             |             |